# Новое Тенеево
Но́вое Тене́ево (чув. Тенекасси) — поселок в Кошкинском районе Самарской области в составе сельского поселения Русская Васильевка.

## География
Находится на левом берегу реки Кондурча на расстоянии примерно 12 километров по прямой на северо-восток от районного центра села Кошки.

## История
Основано выходцами из села Тенеево как выселки для новообразованных молодых семей. Дата основания относится ко второй половине XVIII века.

## Население
Постоянное население составляло 78 человек (чуваши 87%) в 2002 году, 84 в 2010 году.